# Сапіжанка (станція)
Сапіжанка — вузлова проміжна залізнична станція 3-го класу Львівської дирекції Львівської залізниці на перетині ліній Підзамче — Ківерці між станціями Колодно (11 км) та Радехів (32 км) та є початковою станцією лінії Сапіжанка — Ковель. Розташована у селі Сапіжанка Львівського району Львівської області. Неподалік розташований колишній районний центр — місто Кам'янка-Бузька.

## Історія
Станція відкрита 18 жовтня 1909 року під час введення в експлуатацію лінії Підзамче — Стоянів. Не раніше 1914 року побудована лінія до Кристинополя, а станція перетворилася на вузлову.

## Пасажирське сполучення
На станції зупиняються приміські поїзди, що прямують до кінцевих  станцій Львів, Стоянів та Сокаль.
З січня 2019 року призначався регіональний поїзд Ківерці — Львів (зупинявся лише на станціях Луцьк, Радехів, Кам'янка-Бузька, Сапіжанка, Підзамче). Квитки на поїзд продавалися у приміській касі або у роз'їзних касирах-провідниках.